# Flyer Comet
Flyer Comet im Whalom Park (Lunenburg, Massachusetts, USA) war eine Holzachterbahn des Herstellers Philadelphia Toboggan Coasters, die 1940 eröffnete. Sie wurde von Vernon Keenan konstruiert, im Jahr 2000 geschlossen und Ende 2006 abgerissen. Der Liftmotor und andere mechanische Teile der Bahn wurden einige Jahre vor dem Abriss der Bahn verkauft.

## Details
Als die 1923 gebaute Shooting-Star-Achterbahn 1938 durch einen Hurrikan zerstört wurde, stellte Whalom die National Amusement Devices Company und den Designer Vernon Keenan an, um eine neue Achterbahn zu erschaffen. Einige Teile der Shooting Star wurden zur Konstruktion der Bahn genutzt, die ab dann Comet genannt wurde. Sie war die dritte Achterbahn des Parks seit dessen Eröffnung 1893 und es wurden auch keine neuen Achterbahnen mehr hinzugefügt.
Whalom Park wurde 2001 von der Global Developments aufgekauft. Sie begannen am 10. Oktober 2006 mit den Aufräumarbeiten des Grundstücks. Die Achterbahn wurde am 18. Oktober 2006 abgerissen. Das Gebiet erhält die Emerald Estates, die eingezäunte Wohnanlagen an den Küsten von Lake Whalom sind. Obwohl die Bahn zerstört wurde, können die Wagen in einem örtlichen Museum besichtigt werden.

## Thema
Der Eingang der Bahn wurde mit Sternschnuppen und Kometen dekoriert und der Black Hole Tunnel, der 1990 hinzugefügt wurde, wurde für ein Weltraumthema hinzugefügt. Zusätzlich gab es im Tunnel Hügel.